# Южный (Кстовский район)
Южный — упразднённый в 1979 году посёлок в Кстовском районе Горьковской области России. На момент упразднения входил в Южный поселковый совет как его административный центр. Вошёл в черту города Кстово. Ныне — микрорайон Южный Промышленного района города Кстово городского округа Нижний Новгород.

## История
При строительстве НГ НПЗ посёлку на базе № 1 присвоили название «Южный» на основании протокола № 3 от 25.02.1956 года.
В конце 1959 года создан Южный поселковый Совет депутатов трудящихся Кстовского района Горьковской области решением Областного Совета депутатов трудящихся от 21.12.1959 года в связи с образованием пос. Южный из посёлков Новогорьковского нефтеперерабатывающего завода, Новогорьковской ТЭЦ, стройтреста № 5 «Нефтезаводстрой», а также нефтеперекачивающей станции, пропарочного поезда и ж.-д. станции Зелецино.
На основании решения Кстовского горисполкома № 509 от 2 августа 1979 года Южный поселковый Совет был ликвидирован, в связи с включением пос. Южный в черту города Кстово.

## Инфраструктура
На территории посёлка находились: фабрика-кухня, магазин № 11 ОРСа НГ НПЗ, школа № 3, сестринский пункт при СУ-5, врачебные здравпункты, фельдшерско-акушерский пункт, НГ НПЗ, Новогорьковская ТЭЦ.